# Купренки
Купренки — опустевшая деревня в составе Мурашинского района Кировской области. 

## География
Находится недалеко от левого берега реки Молома на расстоянии примерно 54 километра по прямой на юго-запад от районного центра города Мураши.

## История
Деревня известна с 1873 года, когда здесь было учтено дворов 3 и жителей 32, в 1905 году 12 и 77, в 1926 12 и 74, в 1950 21 и 73, в 1989 году 20 жителей . До 2021 года входила в Мурашинское сельское поселение Мурашинского района, ныне непосредственно в составе Мурашинского района.

## Население
Постоянное население  составляло 2 человека (русские 100%) в 2002 году, 0 в 2010.